# Emilio Peruzzi
Emilio Peruzzi ( Florencia, Italia, 1888 - 15 de junio de 1981 ) fue un director de fotografía que desarrolló su actividad en la época del cine mudo en Argentina y Uruguay además de su propio país.

## Actividad profesional
Emigró a Argentina y comenzó su labor como director de fotografía en el filme mudo con argumento  Bajo el sol de la pampa que en 1915 dirigió Alberto Traversa con la participación de los actores Luis Vittone, Segundo Pomar, Olinda Bozán, Pepito Petray y María Esther Podestá, entre otros, para la productora Pampa Film, que había sido constituida poco tiempo antes por Bertone y Landó. Después fotografió el filme Gerundio para la empresa Río de la Plata, además de participar en la producción junto a Carlos Dose Obligado, fundador del sello, y continuó como director de fotografía en otros filmes como 
El capitán Valderrama  (1917) dirigido por  José Marcos Pallache  y Buenos Aires tenebroso (1918) dirigido por el uruguayo  Juan Glize. En 1918 se trasladó a Italia, donde permaneció varios años en la actividad, y su principal trabajo allí fue la fotografía del filme El Dante en la vida de su tiempo en colaboración con Carlo Montuori.
En 1922 regresó al Río de la Plata y trabajó en la fotografía películas de Paraguay, Argentina y Uruguay; en algunos de los filmes fue coproductor pues con Tello compraron  a Ernesto Gunche y Eduardo Martínez de la Pera el estudio y laboratorio ubicado en la calle Andrés Arguibel en el barrio de Palermo llamado Unión Cinematográfica Argentina. Cuando la dejó, instaló en Uruguay un laboratorio para Glücksmann y fotografió 2 películas pero no llegó a trabajar en el cine sonoro aunque lo hizo su hijo Humberto Peruzzi.

## Filmografía
Director
- Revolución de 1922 (1922) documental de Paraguay
- Tribus salvajes (1923) documental de Argentina

Producción
- Muchachita de Chiclana (1926) (Argentina)[2]

Director de fotografía
- ¿Vocación? (1938) (Uruguay)[3]
- Soltero soy feliz (1938) (Uruguay)[4]
- María Poey de Canelo (febrero 1927) (Argentina) dir. Ricardo Villarán (Argentina)[1]
- Puños, charleston y besos  (1927) dir. Luis José Moglia Barth (Argentina)[1]
- Muchachita de Chiclana (1926) (Argentina)[2]
- Marco Visconti (1925) (Italia) (Argentina)[1]
- Criollo viejo  (1925) dir. Rafael Parodi (Argentina)[1]
- Muñecos de cera  (1925) dir. Rafael Parodi (Argentina)[1]
- Valle negro  (1923) (Argentina)[1]
- El pequeño héroe del Arroyo del Oro (1923) (Uruguay)[5][6]
- La patria de los gauchos (1922) (Argentina)[1]
- Buenos Aires también tiene  (1922) dir. Nelo Cosimi (Argentina)[1]
- El Dante en la vida de su tiempo (Argentina)[1]
- El rosal de las ruinas (Argentina)[1]
- Buenos Aires tenebroso  (1918) dir.  Juan Glize (Argentina)[1]
- La última langosta (Argentina)[1]
- Carlitos en Buenos Aires (Argentina)[1]
- Pervanche (1919) (Uruguay)[7]  Otras fuentes indican 1920 como año de realización.[8] Es considerada la primera película uruguaya de ficción.[7][9]
- El capitán Valderrama  (1917) dir.  José Marcos Pallache (Argentina)[1]
- Bajo el sol de la pampa (1915) (Argentina)[1]